# هنریش فون کلایست
برنت هنریش ویلهلم فون کلایست (انگلیسی: Bernd Heinrich Wilhelm von Kleist) زاده ۱۸ اکتبر ۱۷۷۷ درگذشته ۲۱ نوامبر ۱۸۱۱ یک شاعر، نمایش‌نامه‌نویس، رمان‌نویس اهل آلمان بود.
در خانواده‌ای نظامی-پروسی، در شهر فرانکفورت بر ساحل رود اُدِر به دنیا آمد. او در سال ۱۷۸۸، پس از مرگ پدرش، به برلین رفت و آن‌جا در یک دبیرستان فرانسوی به تحصیل ادامه داد. شانزده ساله بود که به استخدام هنگ شهر پُتسدام درآمد و بر ضد جمهوری نوپای فرانسه شرکت کرد. در ۱۷۹۹ از خدمت ارتش که در چشمش منفور بود، استعفا داد و در شهر زادگاه خود به تحصیل در رشتهٔ فلسفه، فیزیک و ریاضیات پرداخت. او سال ۱۸۰۳ به شهر وایمار رفت و در این کانون ادبی روزگار خود با ویلند و گوته آشنا شد. در این دوران به شهرهای لایپزیک، درسدن، لیون و پاریس نیز سفر کرد و دچار بحران روحی شد، چنان‌که دست‌نوشتهٔ نخستین نمایش‌نامه‌اش را سوزاند و حتی به وسوسهٔ خودکشی دچار شد. سال بعد بهبود یافت و به برلین بازگشت. یک سال بعد، در ۱۸۰۵، به استخدام دیوانداری شهر کونیکس‌برگ درآمد و خیلی زود از این شغل نیز احساس بیزاری کرد. سپس در سفری به برلین، هنگامی ک کشور پروس در اشغال ارتش فرانسه بود، به اتهام جاسوسی دستگیر و چند ماهی را در زندان فرانسوی‌ها گذراند. در سال‌های ۱۸۰۸ تا ۱۸۱۰ به فعالیت‌های مطبوعاتی پرداخت: ابتدا با همکاری آدام مولر مجلهٔ ادبی فوبوس را به بنیاد گذاشت که داستان‌های بلند خودش را نیز در آن منتشر می‌کرد. سپس مجله‌ای سیاسی در اتریش به راه انداخت تا با اشغال‌گری ارتش فرانسه مبارزه کند و در راه اتحاد ملی در خان‌نشین‌های آلمانی تبلیغ کند. کوتاه زمانی هم در ۱۸۱۰ با یک روزنامه در برلین همکاری کرد. کلایست در این زمان بیمار بود و ناامید در شناساندن آثارش. در پیشبرد مجله‌های ادبی‌اش نیز احساس ناکامی می‌کرد. گذشته از این‌ها به دلیل بدبینی و عدم تفاهم خانواده‌اش با فعالیت‌های ادبی‌اش زیر فشار بود. سرانجام در ۲۱ نوامبر ۱۸۱۱، همراه معشوقه‌اش هنریته فوگل، به ضرب گلوله خودکشی کرد.
- The Broken Jug
- The Marquise of O
- Michael Kohlhaas
- Penthesilea
- The Prince of Homburg